# Новошичі (зупинний пункт)
Ново́шичі — пасажирський залізничний зупинний пункт Львівської дирекції Львівської залізниці на електрифікованій лінії Стрий — Самбір між станціями Дрогобич (23 км) та Дубляни (6 км). Розташований в селі Бистриця Дрогобицького району Львівської області.

## Пасажирське сполучення
На зупинному пункті Новошичі зупиняються приміські електропоїзди сполученням Стрий — Самбір. 